# Amoniu

Structura cationului amoniu

Amoniul este un cation, un ion poliatomic încărcat pozitiv, cu formula chimică NH4+. Cationul amoniu se formează prin protonarea amoniacului (NH3). De asemenea, denumirea de amoniu mai este folosită și în chimia organică, pentru aminele substituite protonate sau cu sarcină pozitivă și pentru sărurile cuaternare de amoniu NR4+, în structura cărora unul sau mai mulți atomi de hidrogen sunt înlocuiți de grupe funcționale (notate cu R).

## Proprietăți chimice
Ionul de amoniu este obținut când amoniacul, o bază slabă, reacționează cu acizi Brønsted (donori de proton):
{\displaystyle \mathrm {H^{+}} +\underbrace {\mathrm {:\!NH_{3}} } _{\textrm {amoniac}}\rightleftharpoons \underbrace {\mathrm {NH_{4}^{+}} } _{\underset {\textrm {amoniu}}{\textrm {ion}}}}
Ionul de amoniu este slab acid, întrucât reacționează cu bazele Brønsted cu obținerea moleculelor neutre de amoniac:
NH4+ + B− → HB + NH3
Astfel, prin tratarea soluțiilor concentrate de săruri de amoniu cu baze tari se obține amoniacul. La dizolvarea amoniacului în apă, un mic procent se transformă în ioni de amoniu (vezi și hidroxid de amoniu):
H2O + NH3  NH4+ + OH− ~ NH4OH

## Săruri de amoniu

Formarea ionului amoniu pornind de la amoniac

Cationul amoniu este răspândit într-o varietate de săruri, precum: tiocianat de amoniu, clorură de amoniu sau azotat de amoniu. Majoritatea sărurilor de amoniu simple sunt foarte solubile în apă și reacționează cu bazele tari cu formarea unei soluții de amoniac (hidroxid de amoniu) și a sării respective:
{\displaystyle {\ce {{NH4Cl}+ {NaOH}-> {NH3}+ {H2O}+ {NaCl}}}}
Ionii amoniu formează și amalgame. Aceste specii chimice sunt obținute prin electroliza unei soluții a unei săruri de amoniu, folosind catod de mercur. Ulterior, amalgamul se descompune, trecând în amoniac și hidrogen.